# UKS SMS Łódź
Actualités
Le Uczniowski Klub Sportowy Szkoła Mistrzostwa Sportowego Łódź, plus couramment abrégé en UKS SMS Łódź, est un club polonais féminin de football fondé en 1997 et basé dans la ville de Łódź.

## Histoire
L'ancien joueur et entraîneur Kazimierz Górski fonde le 18 octobre 1997 à Łódź une académie de sport avec des sections football, hockey sur gazon, volleyball, basketball et rugby. L'UKS SMS Łódź (club sportif étudiant de l'école de sport de Łódź) est constitué par les étudiants de l'académie et d'autres écoles de Łódź. La section de football féminin est la plus connue.
En 2021, la section féminine termine à la deuxième place du championnat polonais puis en 2022 remporte son premier titre de champion.

## Palmarès de l'équipe féminine
| Compétitions nationales |
| --- |
| - Championnat de Pologne (1) : - Champion : 2021-22 - Vice-champion : 2020-21. - Coupe de Pologne (1) : - Vainqueur : 2022-23. - Finaliste : 2020-21. |